# Csoma család (abásfalvi)
Az abásfalvi Csoma család egyike az Udvarhelyszékben kiterjedt Csoma családoknak. Az ismert történeti források 1614-től említik a család tagjait. 1676-ban abásfalvi Csoma János nyer nemességet és címeradományt. Valószínűleg rokoni kapcsolatban áll a keresztúri és az agyagfalvi Csoma családokkal.

## A család eredete
A Bethlen Gábor fejedelem parancsára készített 1614-es összeírásban Csoma Gergelyt, mint abásfalvi gyalogkatonát találjuk.
1627-ben szintén gyalogrenden találjuk a családból Csoma Mihályt.
1635-ben Csoma Gergely mellett feltűnik Csoma Péter gyalogpuskás katonaként. Ugyanebből az évből származó forrásokból ismeretes, hogy Csoma Gergely ekkor Abásfalva hét esküdtje között szerepel. 1637-ben, egy újabb hadiszemle alkalmával Csoma Gergely és Csoma Péter egyaránt szerepelnek.
1653. december 20-án a családból Csoma Györgyöt említik, aki betegség miatt hadi kötelezettségeit nem teljesíthette, így nem vett részt Rákóczi György fejedelem moldvai hadjáratában.
1655-ben Abásfalva bírója Csoma István, egyik esküdtje pedig Csoma Péter, aki öregemberként indult Rákóczi György havasalföldi hadjáratába, de Prázsmárra érve, korára tekintettel hazabocsátották.
1676. június 1-jén Gyulafehérváron kelt levelében Apafi Mihály erdélyi fejedelem hűséges tetteikért nemességet és címert adományoz abásfalvi Csoma Ferenc, Csoma György és Csoma János testvéreknek és fiaiknak.
Az 1679-ben tartott hadiszemlén Csoma István és Csoma János lovas katonák. Ugyanekkor Csoma János Udvarhelyszék notáriusának szolgája.
Az abásfalvi Csoma család a XVII. század folyamán több ágra szakadt.
1702-ben Abásfalván Csoma György lófő.
1744-ben Csoma Dánielt találjuk a családból.
1750-ben Csoma Dániel és Csoma István szerepelnek.
1793-ban ifjabb Csoma Ferenc, idősebb Csoma János és ifjabb Csoma János, valamint Csoma András szerepelnek.
1806-ban Abásfalván Csoma István, Csoma János és egy másik Csoma János írattak össze.
Az abásfalvi Csoma családból 1909-ben Városfalván élt Csoma József, az 1676-ban nyert nemesi oklevél tulajdonosa.

## A család címere
Az 1676-ban kelt nemeslevél a következő címerrel együtt kelt:
Nemesi jelvényük égszínkék színű lovagi pajzs legyen, mezejében arany korona helyezve, amelyből emberi kéz emelkedik a magasba csupasz kardot tartva, a pajzs fölött zárt lovagi sisak legyen, amit királyi korona fed, a sisak tetejéről színes pántlikák induljanak körbe a pajzs szélei felé, ahogy ez kitűnik levelünk fejlécén világosan ábrázolva egy hozzáértő festő keze által.

## A család bágyi-ága
1793-ban abásfalvi id. Csoma Ferenc Bágyon szerepel.
1808-ban idősebb Csoma Ferenc, ifjabb Csoma Ferenc és Csoma József szerepelnek az összeírásban.